# Jehlanka válcovitá

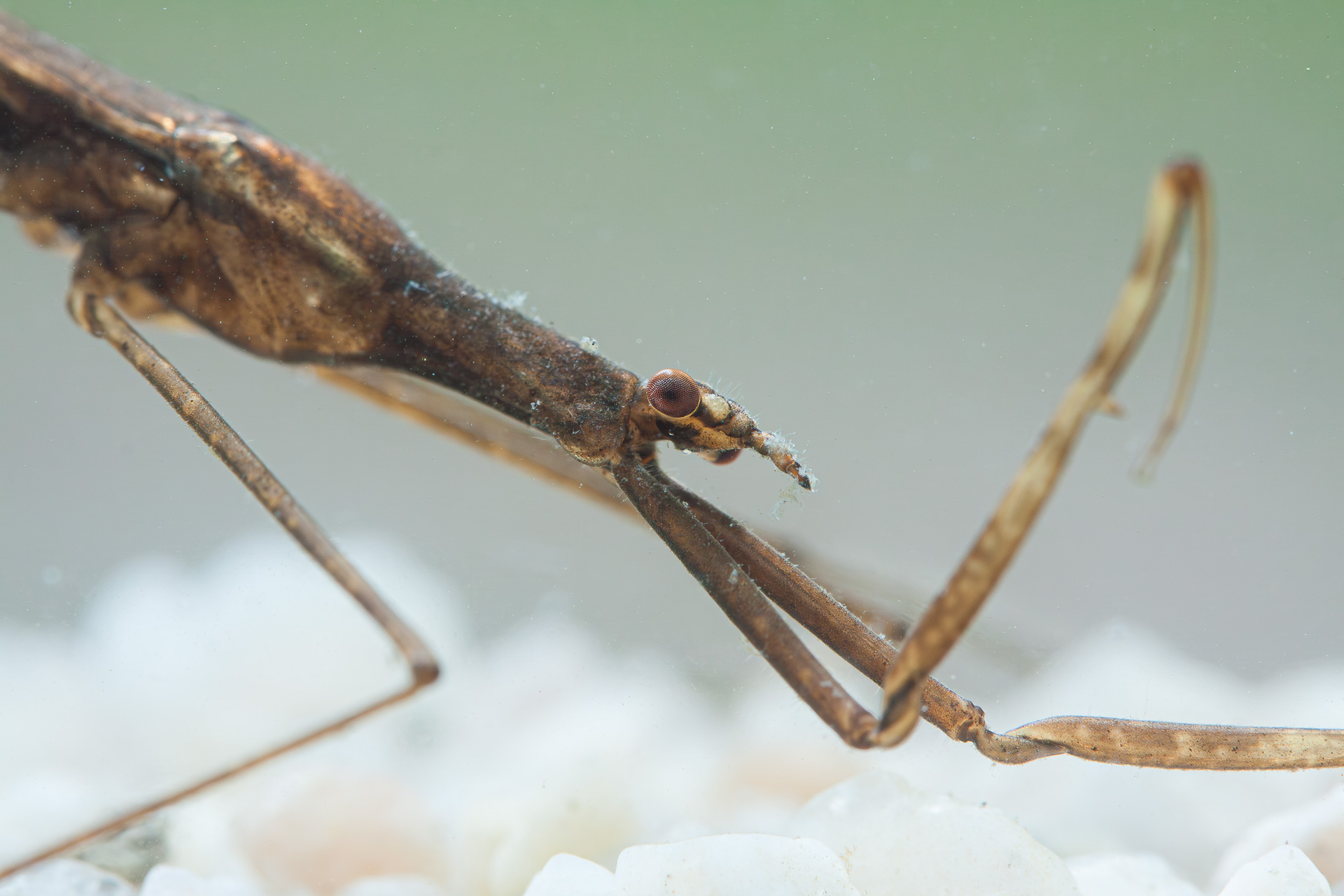
Detail hlavy jehlanky.

Jehlanka válcovitá (latinsky: Ranatra linearis) je druh ploštice dosahující délky 30–35 mm, občas až 40 mm, což z ní činí největší ploštici žijící na území ČR. Žije ve vodě, na bahnitých březích a dnech mírných toků či stojatých vod a v přilehlém rostlinstvu, dýchá pomocí trubičky nacházející se na zadní části těla. Loví pulce, malé ryby a jiný vodní hmyz. Na svou oběť číhá pod hladinou a jakmile se dostane do její blízkosti chytí ji svými lapacími končetinami. Vývoj larev je pomalý a dospělci se dožívají přibližně dvou let. Stejně jako většina ploštic má křídla, která používá poměrně běžně. Vajíčka klade na jaře do vodních rostlin.